# Parque Estadual de Egmont Key
O Parque Estadual de Egmont Key (em inglês:  Egmont Key State Park) é um parque estadual localizado no recife Egmont, na desembocadura da Baía de Tampa, oeste da Flórida. Pode ser acessado somente por barco ou balsa.
O farol de Egmont Key e as ruínas do Fort Dade, um forte da época da Guerra Hispano-Americana, estão localizados no parque.
O parque é também Refúgio Nacional da Vida Silvestre, e foi estabelecido como tal em 1974.
A ilha foi adicionada ao Registro Nacional de Lugares Históricos em 11 de dezembro de 1978.
Entre os animais que vivem no parque encontram-se beija-flores e aves oceânicas.